# Венглешин
Венглешин (пол. Węgleszyn) — село в Польщі, у гміні Окса Єнджейовського повіту Свентокшиського воєводства.
Населення — 1183 особи (2011).
У 1975-1998 роках село належало до Келецького воєводства.

## Демографія
Демографічна структура на день 31 березня 2011 року:
|          | Загалом | Допрацездатний вік | Працездатний вік | Постпрацездатний вік |
| -------- | ------- | ------------------ | ---------------- | -------------------- |
| Чоловіки | 585     | 124                | 388              | 73                   |
| Жінки    | 598     | 137                | 310              | 151                  |
| Разом    | 1183    | 261                | 698              | 224                  |